# Jean-Claude Correia

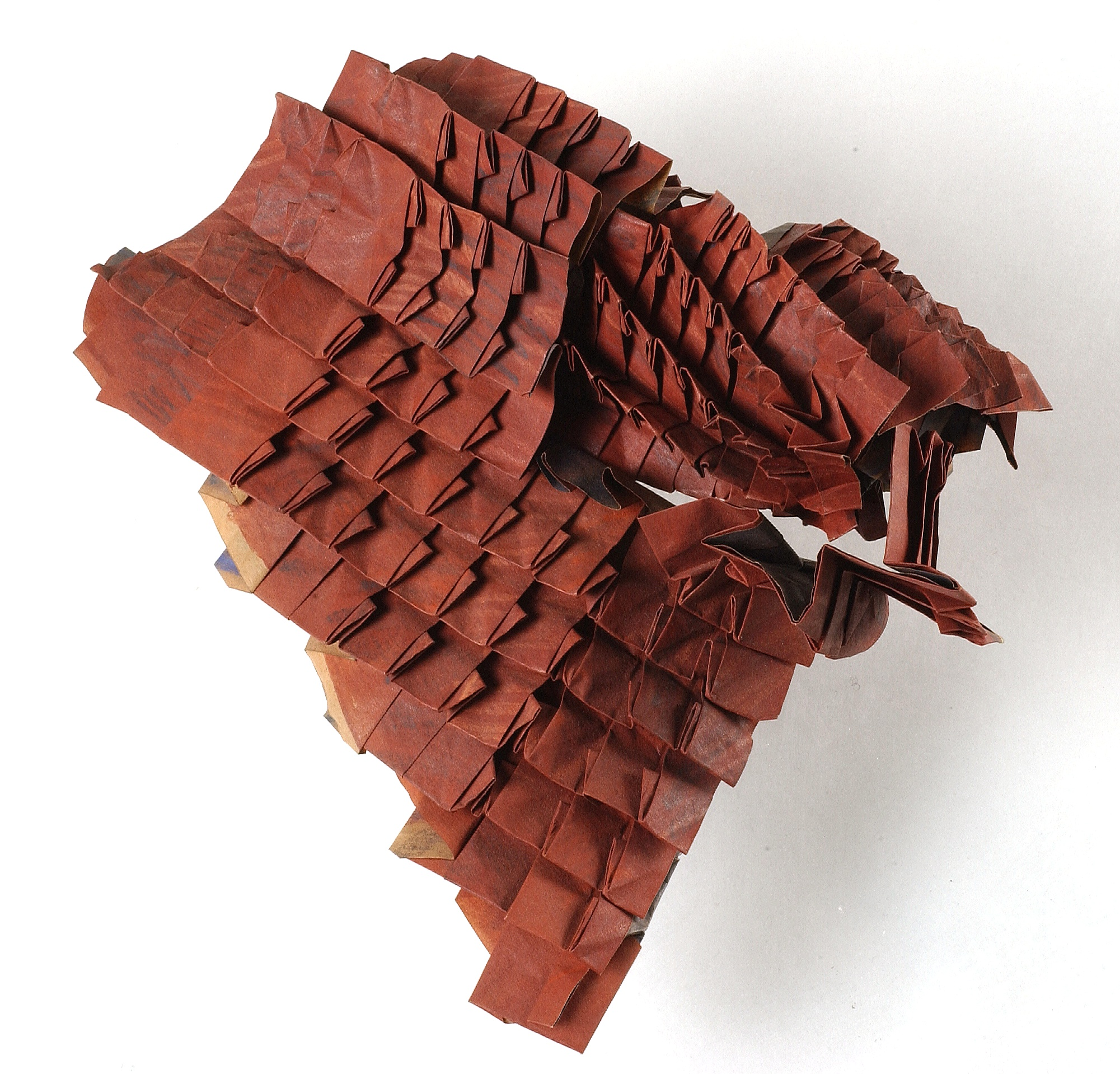
"Hole 1", Obra en papel plegado del artista Jean-Claude Correia

Jean-Claude Correia (Casablanca, Marruecos, 29 de noviembre de 1945-París, 14 de febrero de 2016) fue un artista de origami francés, fundador del  Mouvement français des plieurs de papier (MFPP, Movimiento francés de plegadores de papel).

## Biografía
Nacido en Casablanca en 1945, Jean-Claude Correia se incorporó al Collège Ibn Toumert en 1959 y más tarde al Lycée Lyautey de Casablanca. Viajó a Francia en 1961, donde cursó estudios de Arte Dramático en Colmar. Más tarde se diplomó en la Escuela Nacional Superior de Artes Decorativas de París, en 1972. Fundó el MFPP en 1978, del que fue su presidente hasta el día de su muerte.
Participó en numerosas exposiciones públicas y privadas a lo largo de su vida, usando siempre el papel como material de las mismas.
Desarrolló el plegado de papel como una visión filosófica, además de como una técnica artística.

Las arrugas del cuello y de la frente reflejan la realidad del pasado. Los pliegues convergentes entre las cejas, alrededor de los ojos, o en la boca, dan testimonio de nuestra identidad única. Allí se leen, sin juzgar, las huellas del tiempo, la personalidad, el carácter, el comportamiento social. [...]. 
Estos signos escriben la historia de los pliegues del corazón, el recuerdo de nuestros dolores y nuestras alegrías.

Sus obras, plegadas a partir de grandes hojas de papel, presentan texturas que sugieren la corteza de un árbol, el bronce, las olas del mar o lava endurecida.
La obra de Correia se expuso a lo largo de su vida de artista, en obras pequeñas y otras de gran formato, en Europa y Asia en más de sesenta galerías, salas de arte, ferias y museos. 

## Exposiciones
- 1966: Primera exposición colectiva en Saint-Germain-en-Laye

- 1966-1970: exposiciones periódicas con otros pintores en Yvelines y París

- 1970: Primera exposición individual en Saint Germain en Laye

- 1971: Galería de la Baume en París

- 1972: Galería de Arte de la Université de Moncton,  Canadá, Salón de mayo en París.

- 1973: Homenaje tras la muerte de Pablo Picasso. Pliega una serie de cazuelas de papel con recortes de prensa, Salón de mayo en París.

- 1974: Exposición individual en la galería Jacomo-Santiveri de París, FIAC

- 1975: Iwataya Gallery, Fukuoka, Japón

- 1981: «Le Jouet», Exposición en el Museo de Artes Decorativas de París

- 1982: Musée des Beaux-arts A. Malraux, El Havre

- 1983: Galería la Hune, París
- 1983: Obra de papel (Travesías n° 27-28) - Museo de Bellas Artes de Pau
- 1983: 2º festival internacional de plegado de IP 83 «Alexpo» Grenoble

- 1984: Festival de Avignon «Le vivant et l’artificiel·[3]» - Hospices Saint louis - Avignon

- 1985: «El Arte en el Pliegue» retrospectiva de obras desde 1975 a 1984. Palacio de Congresos de la Ville d’Angers

- 1986: « Art Jonction », Foro Internacional de Arte Contemporáneo, con la Galería de Arte de Papel, Palacio de Exposiciones, Nice

- 1987: “Mayo en Clamart, Homenaje a Jean Arp”, Scukptures enn Papier, S.B.A.C. Centro de Arte Plástico A. Chanot. - Clamart

- 1987: «JC Correia y R. Graham, Papel y Granito» Galería Varnier - París[4]

- 1987: «20th anniversary BOS Exhibition », Smith Gallery, Covent Garden - Londres

- 1988: “Correia, pliegues”. C.A.U.E. Ile de la Réunion et Ville de Saint Denis, Galería de C.A.U.E. - Saint Denis de la Reunion

- 1988: «International Origami Exhibition», Keyhan Gallery of Art & Science - Tokyo

- 1988: “Correia y Hausermann, Papel, Yesos y Bronces», Galería C.N. Voutat - Genève

- 1989: Galería Varnier - París

- 1989: Galería de la Louve, C. Zimmermann - Gland, Belgique

- 1990 : «Seis escultores», Galería M.C. Haumont - Bruxelles

- 1990: «J.C. Correia, Selección de pliegues recientes» Galerie Varnier, París

- 1990: Galería Woeller-Paquet - Francfort

- 1991: «Animales de bronce y papel» Galería Hartbye’s, París

- 1991: « J.C. Correia y R. Graham, Papel y Granido», Galería C.N. Voutat, Genève

- 1991: «Del trabajo de J.C. Correia… », Musée de la Villette, Mission Expérimentale Ministerio de Educación Nacional, Enseñanza profesional - París

- 1991: «Configura» con el Gobierno alemán y el Ministerio de Cultura Francés. Responsable de políticas y organizador: Museo Nacional de Artes Decorativas - Erfurt, Alemania

- 1991: Galería Hartbye’s - París

- 1993: Château de Val - Bar/Seine

- 1994: Silos - Chaumont

- 1995: Galería Voutat - Génova

- 1996: «Flirt sur le toit» (colectiva) Galerie Voutat - Génova

- 1996: Galería Arlette Gimaray (colectiva) - París

- 1997: ST’ART, Salón Internacional de Arte Contemporáneo de Estrasburgo (con la Galería A. Gimaray de París) - Estrasburgo

- 1997: Feria de Frankfurt, Frankfurt

- 1998: Galería Arlette Gimaray - París

- 1999: "París Origami" Festival International de pliage de papier de París, Carrousel du Louvre - París

- 1999: Galerie Voutat - Genève

- 2000: Space 3A Gallery - Boston

- 2000: Galerie Dodécore - Bruxelles

- 2001: Galerie Voutat - Genève

- 2001: Craft Council Gallery - Londres

- 2001: Galerie A. Gimaray - París

- 2003: “Art París” Galerie Arlette Gimaray - París

- 2005: “Expression Pli” Musée Laduz - Aduz

- 2006: « L’art en Ville » - Cusset[5]